# دریا استپانیاک
دریا استپانیاک (به انگلیسی: Darya Stepanyuk) (زادهٔ ۲۲ مهٔ ۱۹۹۰) شناگر اهل اوکراین است.